# Leptoconops kerteszi
Leptoconops kerteszi är en tvåvingeart som beskrevs av Jean-Jacques Kieffer 1908.
Leptoconops kerteszi ingår i släktet Leptoconops och familjen svidknott. Artens utbredningsområde är Egypten. Inga underarter finns listade i Catalogue of Life.